# Guy Brooks
Pour les articles homonymes, voir Brooks.
Guy Brooks, né en 2003, est un nageur sud-africain.

## Carrière
Guy Brooks remporte aux Championnats d'Afrique de natation 2021 à Accra la médaille d'or sur 4 x 100 mètres nage libre mixte, la médaille d'argent sur 100 mètres papillon, sur 50 et 100 mètres nage libre, sur 4 × 100 mètres nage libre, sur 4 x 100 mètres quatre nages sur 4 x 200 mètres nage libre et la médaille de bronze sur 200 mètres nage libre. Il dispute également les courses juniors dans cette compétition, remportant l'or sur 50, 100 et 200 mètres nage libre, sur 100 mètres papillon, sur 4 x 100 mètres quatre nages, sur 4 x 100 mètres nage libre mixte et sur 4 x 100 mètres quatre nages mixte ainsi que l'argent sur 200 mètres dos, sur 4 x 100 mètres nage libre et sur 4 x 200 mètres nage libre et le bronze sur 50 mètres papillon.